# Digimask
 (avril 2025).
La mise en forme du texte ne suit pas les recommandations de Wikipédia : il faut le « wikifier ».
Les points d'amélioration suivants sont les cas les plus fréquents. Le détail des points à revoir est peut-être précisé sur la page de discussion.
- Les titres sont pré-formatés par le logiciel. Ils ne sont ni en capitales, ni en gras.
- Le texte ne doit pas être écrit en capitales (les noms de famille non plus), ni en gras, ni en italique, ni en « petit »…
- Le gras n'est utilisé que pour surligner le titre de l'article dans l'introduction, une seule fois.
- L'italique est rarement utilisé : mots en langue étrangère, titres d'œuvres, noms de bateaux, etc.
- Les citations ne sont pas en italique mais en corps de texte normal. Elles sont entourées par des guillemets français : « et ».
- Les listes à puces sont à éviter, des paragraphes rédigés étant largement préférés. Les tableaux sont à réserver à la présentation de données structurées (résultats, etc.).
- Les appels de note de bas de page (petits chiffres en exposant, introduits par l'outil «  Source ») sont à placer entre la fin de phrase et le point final[comme ça].
- Les liens internes (vers d'autres articles de Wikipédia) sont à choisir avec parcimonie. Créez des liens vers des articles approfondissant le sujet. Les termes génériques sans rapport avec le sujet sont à éviter, ainsi que les répétitions de liens vers un même terme.
- Les liens externes sont à placer uniquement dans une section « Liens externes », à la fin de l'article. Ces liens sont à choisir avec parcimonie suivant les règles définies. Si un lien sert de source à l'article, son insertion dans le texte est à faire par les notes de bas de page.
- La présentation des références doit suivre les conventions bibliographiques. Il est recommandé d'utiliser les modèles {{Ouvrage}}, {{Chapitre}}, {{Article}}, {{Lien web}} et/ou {{Bibliographie}}. Le mode d'édition visuel peut mettre en forme automatiquement les références.
- Insérer une infobox (cadre d'informations à droite) n'est pas obligatoire pour parachever la mise en page.

Pour une aide détaillée, merci de consulter Aide:Wikification.
Si vous pensez que ces points ont été résolus, vous pouvez retirer ce bandeau et améliorer la mise en forme d'un autre article.
 (avril 2025).
 (avril 2025).
Digimask est une technologie d'avatar permettant à un utilisateur de saisir une photo numérique de face et de côté de sa tête (optionnel), ce qui crée ensuite automatiquement un modèle 3D entièrement articulé de la tête. Ce modèle 3D peut ensuite être utilisé dans des applications numériques telles que les jeux vidéo et les téléphones portables. La technologie Digimask est au cœur du système EyeToy: Cameo pour la console de jeux vidéo PlayStation 2.
En 2001, Digimask a été nommé pour l'obtention un BAFTA pour l'innovation technique.
Lors de l'E3 2006, il a été annoncé que la technologie de mappage de visage Digimask serait disponible avec la caméra Xbox Live Vision et présentée dans les titres Xbox 360 World Series of Poker: Tournament of Champions et Tom Clancy's Rainbow Six: Vegas.

## Jeux
Les jeux suivant prennent en charge la technologie Digimask:

### PlayStation 3 (PlayStation Eye)
- Rainbow Six: Vegas 2 (2008), Ubisoft

### Xbox 360 ( Xbox Live Vision )
- FaceBreaker - (2008), EA Sports
- Football Manager 2007 - (2006), Sega
- Pro Evolution Soccer 2008 - (2007), Konami
- Pro Evolution Soccer 2009 - (2008), Konami
- Tom Clancy's Rainbow Six: Vegas - (2006), Ubisoft
- Rainbow Six: Vegas 2 (2008), Ubisoft
- World Series of Poker : Tournoi des Champions - (2006), Left Field, Activision
- World Series of Poker 2008 : Bataille pour les bracelets (2008), Left Field, Activision

### PlayStation 2 (EyeToyCameo)
EyeToy Cameo a été développé par SCEE et Digimask.
- Championnat AFL 2006 (également appelé Gaelic Games: Football ) - IR Gurus, SCEE
- EyeToy: Play 2 - (2004), SCEE
- F1 Career Challenge - (2003), EA
- Formule 1 05 - (2005), SCEE
- Karaoké Revolution Country - (2006), Harmonix Music, Konami
- Karaoké Revolution Party - (2005), Harmonix Music, Konami
- Karaoke Revolution Presents : American Idol (2007), Blitz Games, Konami
- MLB 07 The show
- This is Football 2005 (alias World Tour Soccer 2006 ) - SCEE
- Championnat du monde des rallyes 3 (2003), Evolution, SCEE